# Nessating
Nessating ist ein Ortsteil der Stadt  Pfreimd im Oberpfälzer Landkreis Schwandorf (Bayern).

## Geografie
Nessating liegt 800 Meter westlich der Bundesautobahn 6 und ungefähr 4 Kilometer westlich von Pfreimd. Nessating liegt auf dem Nordosthang des 626 Meter hohen Kulm. Westlich von Nessating erhebt sich der 548 Meter hohe Eichenberg und nördlich von Nessating der 482 Meter hohe Mühlberg.

## Geschichte
Nessating (auch: Nessathing, Nessading) gehört zu den echten Ing-Orten. Das weist darauf hin, dass es während der bayerischen Landnahme Ende des 8. Jahrhunderts entstanden ist. Es markiert den weitesten Vorstoß nach Norden in slawisch besiedeltes Gebiet und befindet sich in unmittelbarer Nachbarschaft der slawischen Ortschaft Döllnitz.
Im Jahr 1225 verpfändeten die Landgrafen von Leuchtenberg an Heinrich I. von Ortenburg und Murach die Veste Schmidgaden und Einkünfte in Nessating und Weiding.
Im Salbuch von 1473 wurde Nessating mit einer Steuer von 5 Schilling und 22 Pfennig aufgeführt. Im Salbuch von 1513 war Nessating mit einem jährlichen Jägergeld von 3 Höfen, 2 Halbhöfen, einem Drittelhof, einem Lehen und einem Gütlein verzeichnet.
Im Registraturbuch aus dem Jahr 1565 des Klosters Reichenbach wurde Nessating verzeichnet als zur Propstei an der Naab gehörig.
Während des Dreißigjährigen Krieges erlebte die Region einen Bevölkerungsrückgang. 1500, 1523, 1583, 1631 hatte Nessating 8 Untertanen, 1658 waren es 7 und 1712 waren es wieder 8. Die Kriegsaufwendungen betrugen 690 Gulden.
Im Amtsverzeichnis von 1596 erschien Nessating mit 5 ganzen Höfen und 3 Halbhöfen. Im Türkensteueranlagsbuch von 1606 waren für Nessating 5 Höfe, 2 Güter, 2 Pferde, 20 Ochsen, 20 Kühe, 15 Rinder, 1 Kalb, 13 Frischlinge, 133 Schafe und eine Steuer von 23 Gulden und 32½ Kreuzer eingetragen. Im Herdstättenbuch von 1721 erschien Nessating mit 8 Anwesen, 9 Häusern und 9 Feuerstätten, im Herdstättenbuch von 1762 mit 8 Herdstätten, 5 Inwohnern und einer Herdstätte im Hirtenhaus mit einem Inwohner. 1792 hatte Nessating 8 hausgesessene Amtsuntertanen. 1808 gab es in Nessating 8 Anwesen und ein Hirtenhaus.
1808 begann in Folge des Organischen Ediktes des Innenministers Maximilian von Montgelas in Bayern die Bildung von Gemeinden. Dabei wurde das Landgericht Nabburg zunächst in landgerichtische Obmannschaften geteilt. Nessating kam zur Obmannschaft Iffelsdorf. Zur Obmannschaft Iffelsdorf gehörten: Iffelsdorf, Untersteinbach, Haindorf, Obersteinbach, Fraunberg, Ragenhof, Friedersdorf, Nessating, Döllnitz, Döllnitzmühle und Eixlberg.
Dann wurden 1811 in Bayern Steuerdistrikte gebildet. Dabei wurde Nessating Steuerdistrikt. Der Steuerdistrikt Nessating bestand aus den Dörfern Nessating, Friedersdorf und Döllnitz und der Einöde Döllnitzmühle. Er hatte 24 Häuser, 187 Seelen, 150 Morgen Äcker, 50 Morgen Wiesen, 60 Morgen Holz, 3 Weiher, 14 Morgen öde Gründe und Wege, 3 Pferde, 96 Ochsen, 36 Kühe, 60 Stück Jungvieh, 90 Schafe und 36 Schweine.
Schließlich wurde 1818 mit dem Zweiten Gemeindeedikt die übertriebene Zentralisierung weitgehend rückgängig gemacht und es wurden relativ selbständige Landgemeinden mit eigenem Vermögen gebildet, über das sie frei verfügen konnten. Hierbei kam Nessating zur Ruralgemeinde Saltendorf. Die Gemeinde Saltendorf bestand aus den Ortschaften Saltendorf mit 25 Familien, Damelsdorf mit 15 Familien, Nessating mit 14 Familien, Friedersdorf mit 12 Familien, Döllnitz mit 10 Familien und Döllnitzmühle mit 1 Familie.
1978 wurde die Gemeinde Saltendorf nach Wernberg-Köblitz eingegliedert. Nur Nessating, Döllnitz und Döllnitzmühle wurden nach Pfreimd eingegliedert.
Nessating gehörte 1838 zur Filialkirche St. Peter und Paul, Perschen. 1902 wurde Nessating in die Pfarrei Pfreimd umgepfarrt. 1916 gehörte es zur Pfarrei Pfreimd. 1997 gehörte Nessating mit 28 Katholiken zur Pfarrei Pfreimd.

## Einwohnerentwicklung ab 1819
| Jahr | Einwohner   | Gebäude |
| ---- | ----------- | ------- |
| 1819 | 14 Familien | k. A.   |
| 1828 | 47          | 8       |
| 1838 | 49          | 7       |
| 1864 | 64          | 19      |
| 1875 | 59          | 27      |
| 1885 | 68          | 8       |
| 1900 | 50          | 8       |
| 1913 | 49          | 7       |

| Jahr | Einwohner | Gebäude |
| ---- | --------- | ------- |
| 1925 | 31        | 5       |
| 1950 | 33        | 5       |
| 1961 | 32        | 5       |
| 1964 | 32        | 5       |
| 1970 | 33        | k. A.   |
| 1987 | 29        | 5       |
| 2011 | 20        | k. A.   |